# XTB
XTB S.A. (dříve X Trade Brokers Dom Maklerski S.A.) je polská společnost se sídlem ve Varšavě, která působí jako makléřská společnost. Obchoduje s finančními nástroji na mimoburzovním (OTC) trhu. Mezi nabídky společnosti patří obchody na devizovém trhu (Forex) a kontrakty na vyrovnání rozdílů (CFD). Společnost má pobočky v České republice, Francii, Německu, Maďarsku, Itálii, Portugalsku, Rumunsku, Slovensku a Španělsku. Podle vlastních informací je XTB jedním z největších světových kótovaných Forex&CFD brokerů s více než 495 000 zákazníky (stav k roku 2020). Akcie společnosti jsou obchodovány na Varšavské burze cenných papírů a jsou uvedeny jak v jejím hlavním indexu WIG30, tak v indexu mWIG40 s malou kapitalizací.

## Historie
Společnost XTB byla založena v roce 2002 ve Varšavě. V roce 2009 se společnost přejmenovala na XTB Online Trading. Od 5. ledna 2022 společnost působí pod názvem XTB S.A.
V roce 2007 XTB otevřela svou první zahraniční pobočku v České republice. Během několika dalších let byly založeny pobočky v Německu, Španělsku, Rumunsku, Slovensku, Francii, Portugalsku, Itálii, Maďarsku a Portugalsku.
Od května 2016 je XTB kótována na Varšavské burze cenných papírů. V závislosti na trhu, na kterém působí, jsou subjekty kapitálové skupiny XTB regulovány globálními institucemi, jako je Financial Conduct Authority (FCA), Kyperská komise pro cenné papíry a burzy (CySEC), Comisión Nacional del Mercado de Valores, Belize International Financial Services Commission(IFSC) a Polský úřad pro finanční dohled.
V roce 2016 XTB podepsala smlouvu s hollywoodským hercem Madsem Mikkelsenem, který do společnosti vstoupil jako ambasador značky. V roce 2020 se novým ambasadorem značky XTB stal fotbalový trenér José Mourinho. V roce 2022 se mezi ambasadory zařadili bojovníci Jiří Procházka a Conor McGregor a také bývalý fotbalový brankář Iker Casillas.

## Činnost
XTB je mezinárodní investiční a fintech společnost, která nabízí obchodní platformu xStation ve webové, desktopové (Windows, Mac) i mobilní verzi (Android, iOS). Platforma poskytuje retailovým obchodníkům okamžitý přístup na globální trhy a také ke stovkám finančních instrumentů. Umožňuje obchodování CFD na forex, indexy, komodity, kryptoměny a mnohé další. V nabídce nechybí ani skutečné akcie a ETF z celého světa.
| Rok  | Klienti celkem | Aktivní klienti |
| ---- | -------------- | --------------- |
| 2016 | 87 600         | 16 200          |
| 2017 | 105 700        | 18 700          |
| 2018 | 116 500        | 21 300          |
| 2019 | 149 300        | 26 600          |
| 2020 | 255 800        | 58 100          |
| 2021 | 429 200        | 112 000         |

## Působení v Česku
V České republice a na Slovensku působí XTB od roku 2007. V České republice podléhá organizační složka XTB také dohledu České národní banky a její fyzická pobočka má sídlo v Praze. I na Slovensku podléhá organizační složka XTB dohledu tamní centrální banky (Národné banky slovenské) a její fyzická pobočka sídlí v Bratislavě. Právě díky lokálnímu zastoupení zde XTB poskytuje svým klientům česky a slovensky mluvící zákaznickou podporu.
Objem obchodů s akciemi a obdobnými cennými papíry v ČR ve 2. čtvrtletní 2022 činil 1,7 mld. Kč, s ostatními deriváty (akciové, měnové, komoditní) pak 1,24 mld. Kč. V roce 2021 organizační složka s 23 zaměstnanci vykázala zisk po zdanění cca 2 mil. Kč při výnosech 71 mil. Kč (93 % z poplatků a provizí) a nákladech 68 mil. Kč (40 % na reklamu, 30 % na zaměstnance).

## Získaná ocenění
- Nejlepší mobilní aplikace pro investování - Rankia Awards 2020, 2019
- Nejlepší zákaznický servis - recenze ForexBrokers.com 2021
- Nejlepší Forexový broker pro Low Cost - Investopedia 2021
- Nejlepší NND Forex Broker - Online Personal Wealth Awards 2021
- Forexový broker roku - Invest Cuffs 2021

## Dividendy
Společnost XTB S.A. vyplácí pravidelné dividendy od roku 2020. V roce 2023 vyplatila XTB dividendu ve výši 5,02 PLN na akcii, což představuje celkovou částku 590,2 milionu PLN s dividendovým výnosem 7,59 %.
V roce 2022 to bylo 4,86 PLN na akcii, což znamenalo celkem 570,5 milionu PLN s mimořádně vysokým dividendovým výnosem 12,46 %.
V předchozích letech 2021 a 2020 byly dividendy nižší, a to 1,5 PLN, resp. 1,79 PLN na akcii, s dividendovým výnosem 7,18 %, resp. 9,9 %.